# Оболтино (Ярославская область)
Оболтино — деревня Арефинского сельского поселения Рыбинского района Ярославской области .
Оболтино расположено на западе Арефинского сельского поселения. Здесь, в лесном краю, имеется небольшая агломерация из 7 близко расположенных в направлении с северо-запада к юго-востоку, деревень: Бунево, Болтино, Прошино, Оболтино, Большое и Малое Черняево, с центром в деревне Васильково. Возделанные когда-то земли вокруг этих деревень образуют лежащее в окружении лесов поле протяженностью около 7 км и шириной до 4 км. Район этот расположен на северо-восточном склоне водораздельной возвышенности. Здесь находятся истоки многочисленных ручьёв, образующих ниже речки Морму и Талицу, притоки реки Ухры. К югу и западу от этого района на другом склоне возвышенности берут начало ручьи, впадающие в Рыбинское водохранилище на территории Огарковского сельского поселения. Исток реки Морма находится на восточной окраине Оболтино. Оболтино расположено на расстоянии 1 км к западу от Васильково и к северу от автомобильной дороги связывающей центр сельского поселения село Арефино с Рыбинском. От этой магистральной дороги в Васильково начинается дорога, идущая сначала на запад, затем на север, к деревням в бассейне Мормы и Золотухи, оканчивающаяся в Коняево. Оболтино — первая по этой дороге деревня. В северо-западном направлении от Оболтино на расстоянии 500 м стоит деревня Прошино, а на расстоянии 1 км к северу Болтино . 
Деревня Оболтина обозначена на плане Генерального межевания Рыбинского уезда 1792 года.
На 1 января 2007 года в деревне Оболтино числилось 35 постоянных жителей . Почтовое отделение, расположенное в центре сельского поселения селе Арефино обслуживает в деревне Оболтино 33 дома .